# Балбесы (фильм)
«Балбе́сы» (англ. The Goonies) — приключенческий комедийный фильм, снятый в 1985 году режиссёром Ричардом Доннером. Сценарий написан Крисом Коламбусом по сюжету Стивена Спилберга. Этот фильм о группе детей из района «Гун Докс» города Астория, штат Орегон. «Балбесы» пытаются спасти «Гун Докс» от разрушения. Для этого они решают найти сокровища легендарного пирата XVII века по имени Одноглазый Вилли.

## Сюжет
Однажды в окружной тюрьме, надзиратель объявил об очередном обеде, вызывая заключённых явиться в столовую. Но один из заключённых, Джейк Фрателли (Роберт Дави) не вышел из камеры, и надзиратель пошёл к нему, увидев последнего повесившимся на решётке с запиской в его жилете, которую тот начал читать. Пока надзиратель читал записку, заключённый немедленно приходит в себя и нокаутирует последнего: оказывается тот сымитировал самоубийство, повиснув на куске трубы за ремень брюк. Тем временем, заключённого уже поджидали его брат Френсис (Джо Пантольяно) и мать (Энн Рэмси), разливая бензин вокруг выхода из здания тюрьмы. Френсис с помощью пистолета поджигает разлитый вокруг входа бензин, отвлекая внимание подоспевшего наряда полицейских, и затем, все трое уехали на своём внедорожнике, устроив длинную погоню с перестрелкой.
Во время этой погони встретились различные ребята: Энди Кармайкл (Керри Грин) во время репетиции группы чирлидерш; Розалита, переходившая дорогу и мимо которой быстро пронеслись автомобили бандитов и полиции, сильно напугав последнюю; Кларк «Рот» Деверё (Кори Фельдман), который смотрел телевизор, по которому была погоня, и выключив его, был в недоумении, поскольку слышал звуки от настоящей погони, которая пролетела мимо на улице; Стеф Стейнберннер (Марта Плимптон), которая выловила краба из огромного резервуара; Ричард «Дата» Ванг (Куан Ке Хюи), который экспериментировал с гарпуном-присоской в пряжке своего ремня, но в итоге угодил прямо в урну; Лоуренс «Чанк» Коэн, отвлёкшийся от игрового автомата на проезжающую мимо закусочной погоню, при этом нехотя раздавив свой обед об оконное стекло. Тем временем бандиты отрываются от погони и скрываются среди множества внедорожников, участвующих в местном ежегодном ралли.
Тем временем, в одном из домов района Гун Докс накануне его расселения и последующего сноса, Майки Уолш (Шон Астин), сидя у окна, начинает возмущаться тому, что вокруг не происходит ничего интересного и мечтает, наконец, чтобы они с семьёй от сюда уехали, немного повздорив со старшим братом Брэндом (Джош Бролин). В это время в гости приходит его друг Кларк и предлагает весело отметить последний день на районе, прежде чем все разъедутся по разным местам и скорее всего больше никогда не увидятся. Затем к ребятам приходит Лоуренс, хвастаясь тем, что он увидел, и умоляя Кларка пустить его, но тот заставляет его станцевать. Пока Лоуренс стоял на пне и кривлялся, Майки активировал машину Голдберга, которая открыла калитку для Лоуренса. Вбежав в дом, Лоуренс тут же пересказал ребятам, как своими глазами видел погоню двух полицейских машин за внедорожником и перестрелку, но ребята стали лишь в ответ насмехаться, припоминая предыдущие его байки. Вскоре, на тросе под музыку из Джеймса Бонда на портативном магнитофоне, прилетает Ричард, разрывая москитную сетку и толкая ребят, которые чуть не обронили статуэтку в виде Давида Микеланджело, которую успел поймать Лоуренс, который потом тут же её и уронил, неудачно поставив на краю стола, вызвав гнев Брэнда. У статуэтки отломался половой орган и ребята попытались прикрепить его на место.
Ричард тем временем начинает зачитывать про Детройт, а Кларк рассказывает про самый большой уровень убийств. Майки говорит, что люди приезжают туда, потому что их от сюда выселяют из дома, и уверяет, что отец что-нибудь да придумает. Но Брэнд говорит, что только если тот выплатит «400 зарплат» к завтрашнему дню. Тем временем в дом приходит мать Майки и Брэнда и представляет ребятам Розалиту, которая будет помогать ей собирать вещи, пока ей не станет легче, и предупреждает, что Розалита не знает ни слова по-английски, и говорит, что кто-то из ребят знает испанский. Кларк вызывается, говоря, что тот великолепно говорит по-испански и с удовольствием пообщается с Розалитой. Миссис Уолш благодарит за это Кларка и проводит Розалиту на второй этаж. В это время Майки и Лоуренс обсуждали на счёт сломанной статуэтки, не заметит ли это мама.
Кларк тем временем в шутку коверкает то, что сказала миссис Уолш: вместо брюк и рубашек, тот стал рассказывать про наркотики, а про чердак мистера Уолша, который запретил туда кому-либо заглядывать, стал говорить, что там полно инструментов для сексуальных пыток, а вместо того, чтобы рассказать про шкаф с вениками и спреями от насекомых, стал говорить, что если она будет плохо работать, то её запрут здесь с тараканами на две недели без еды и воды. Розалита в итоге ужаснулась, что попала в сумасшедший дом. Тем временем ребята пытались приклеить половой орган к статуэтке, и приклеили его верх ногами. Миссис Уолш собирается пойти за продуктами в магазин и сказала Брэнду строго настрого не отпускать Майки на улицу из-за его астмы, Ричарду, чтобы он в следующий раз входил через чёрный ход, а Кларку и Лоуренсу, которые боялись, что та заметила повреждённую статуэтку, сказала убрать грязь, которая была под столом, к их облегчению.
Сразу как миссис Уолш и Розалита ушли, ребята вспомнили про чердак отца Майки, и решили туда заглянуть, надеясь найти кучу богатств, упоминая, что отец работает куратором в музее. Не смотря на предостережения Майки, ребята всё равно туда зашли и стали восхищаться хранящимся там старинным вещам: картины, корабельные штурвалы, сабли, треуголки, книги, шары молний. Пока ребята игрались с вещами, Брэнд листал какую-то книгу о пиратах с иллюстрациями. В это время, Майки находит картинную раму с какой-то бумагой, на которой было что-то написано, и позвал ребят к себе, дав подержать раму Лоуренсу, который нечаянно её роняет и стекло разбивается. Оказывается, там была какая-то карта, на которой всё было написано по-испански, и ребята попросили Кларка перевести их. Оказывается, это карта сокровищ известного пирата по имени Одноглазый Вилли. По легенде, он собрал огромное число различных сокровищ и ушёл на закате. И как английский король узнал об этом, он послал за ним целую армаду, между которой и Вилли началась война. Осознав, что тому не победить, спрятался глубоко в пещере и запечатал все входы и выходы, оставшись там навечно. Майки также рассказал, что Одноглазый Вилли там за 5-6 лет выкопал много туннелей и установил многочисленные смертельные ловушки, чтобы защитить свои сокровища от воров. А также, что потом он убил всю свою команду, а что карта сокровищ попала на поверхность потому, что кто-то всё таки спасся от туда.
Во время разговоров, ребята случайно обнаруживают старую газету, которая рассказывает о неком Честере Копперпоте, который пропал без вести при попытке найти местную легенду, и который говорил, что нашёл ключ к разгадке Одноглазого Вилли. Майки стал предлагать всем попытаться найти сокровища Одноглазого Вилли, но ребята, в частности Лоуренс, возразили. В это время кто-то звонит в дверь, и ребята спускаются вниз. Майки берёт с собой карту, а также странный амулет с отверстиями.
У калитки ждали двое мужчин в костюмах и шляпе, один из них представился Мистером Перкинсом (Кёртис Хэнсон). Ричард упомянул, что это отец Троя (неприятного ребятам типа). Мистер Перкинс поинтересовался у ребят, дома ли их родители. Брэнд ответил им, что мама пошла в магазин. Затем, Мистер Перкинс вручил ему документы и попросил передать их отцу, чтобы он их просмотрел и подписал, пообещав приехать завтра с утра. Ребята заметили, как подозрительно эти мужчины улыбаются и пошли в дом раздосадованные, что здесь всё снесут и построят песочницу. Как только ребята пошли в дом, двое мужчин обсудили между собой тот факт, что мистер Уолш, подписав эти бумаги, полностью лишится права выкупа заложенного имущества.
Майки раздосадованно говорит, что найти бы богатства. Брэнд возражает, что если он его выпустит, то мать его не отпустит, а у него свидание с Энди. Затем, ребята стали опять обсуждать насчёт сокровищ Одноглазого Вилли, поставив вопрос, что те будут делать с загородным клубом, который убивает их родителей, упомянув тот факт, что если они ничего не сделают, то на том месте, где они стоят, появится поле для гольфа. Потом, ребята обманом заставляют Брэнда растянуть эспандер, связывают его им и выбегают из дома, попутно сдув шины на его велосипеде. Ребята тут же укатили на своих велосипедах, а Брэнд начал угрожать, что их поймает. Ребята по пути повстречали отца Майки, который спускал американский флаг с флагштока.
В это время возвращается мама, которая видит Брэнда связанным и говорит ему, чтобы он качался как «нормальный человек», говоря ему подождать брата. Затем тот стал пытаться просить Розалиту помочь его выпустить, но та не понимает его. Как только он освободился от эспандера, побежал на улицу. Мать ему вслед говорит, чтобы он без брата не возвращался. Обнаружив, что его новые шины спущены, отобрал детский велосипедик у мимо проезжающей девочки и поехал на нём.
Ребята ехали по лесной дороге, приехав к берегу, найдя приморские скалы такие же как на карте в качестве ориентира, где искать сокровища. Тем временем, Брэнд катил на детском велосипедике, попутно проклиная Майки. Сзади от него едет автомобиль, в котором ехали Энди, Стеф и Трой, который направлял зеркало заднего вида на юбку Энди, игнорируя её просьбы не делать этого. Трой остановился, и Энди предложила Брэнду подвезти. Брэнд вежливо отказался, но в это время, Трой схватил Брэнда за руку и начал разгоняться на машине. Девушки требовали, чтобы Трой отпустил его, но тот отпустил его только разогнавшись, пустив последнего по инерции с обрыва на крутом повороте.
Параллельно, ребята исследовали местность, и определили с помощью амулета по маяку и скалам, что сокровища, возможно, где-то рядом с рестораном. Ребята, ориентируясь по подсказкам на карте, подошли ближе к ресторану, спрятавшись близ ржавой вагонной тележки за упавшим сухим стволом дерева. Упомянув тот факт, что ресторан летний, и увидев, как туда зашли два человека, те стали обсуждать, кто бы это мог быть, предполагая, что это торговцы наркотиками. Затем ребята подошли к ресторану ближе, и от туда раздался звук выстрела. Лоуренс забеспокоился из-за этого, крича ребятам, что они их убьют, но другие ребята его затыкали. Пока ребята обходили ресторан вокруг, Лоуренс отвлёкся на холодильник с газировкой, который оказался пустым. Ребята видели через разбитое окно, как некто что-то куда-то тащил, предполагая, что это повар тащит продукты на кухню. Лоуренс с другой стороны ресторана увидел полуоткрытую дверь, куда решил заглянуть, и увидел там припаркованный внедорожник с дырками от пуль. Испугавшись увиденного, он побежал к ребятам, которые в это время уже входили в ресторан через вход, но ребята ему говорили вести себя тихо и потащили его за собой внутрь. Их встретила мама Фрателли, которая поинтересовалась, от куда они тут взялись. В это время подходит Джейк, который в это время ругался с братом, и, заметив мальчиков, возмутился их появлению здесь. Мать ему сказала, что это — клиенты, и что здесь ресторан. Затем Джейк спросил их, чего бы они хотели. Ребята сказали, что им хочется воды. Но Кларк решил выпендриться и заказать множество итальянских блюд. На что мать Фрателли ответила, что здесь подают только «язык», пригрозив последнему ножом и запугав остальных. Затем, усадив всех за стол, отойдя за водой. Лоуренс начал, заикаясь, говорить про внедорожник с дырками от пуль и задавая вопрос, куда подевались те двое, которые недавно сюда вошли.
Через мгновение, мать Фрателли приносит ребятам четыре стакана ржавой воды, на что ребята возмутились, что вода ли это. Майки тут же захотел в туалет, и мать Фрателли указала ему направление, и сказав последнему держаться правой стороны. Майки принялся искать путь по карте, увидев туалетную комнату, от куда сильно воняло, услышал какой-то рёв из коридора. Он решил пройтись туда и посмотреть, что же там происходит, увидев какого-то человека в цепях и Джейка, который пел песни и издевался над последним. Скрывшись от Джейка, который выходил из коридора, Майки заглянул к человеку в комнате и с помощью швабры протолкнул поднос с едой последнему, чтобы тот смог дотянуться. Но когда тот обернулся, Майки ужаснулся от его изуродованного лица и убежал прочь.
На выходе из коридора его внезапно ловит Брэнд, затыкая последнему рот и поднимая на руки, обещая наказать за все проделки. И затем все ребята дружно выходят из ресторана. Уже снаружи, Майки рассказывал, как видел бритого и с исковерканным лицом человека. И во время беседы, ребята замечают, как обитатели ресторана выносят какой-то чёрный мешок и погружают его в свой внедорожник. Ребята предполагают, что они выносят мусор. Лоуренс стал говорить о том, какие он видел дырки от пуль, и о том, что время уже позднее и пора домой. Майки говорит, что через пару часов и дома то у них не будет, и уговаривает всех продолжить поиски сокровищ. Как только Фрателли уезжают на своей машине прочь, к ребятам со спины подходят девчонки Энди и Стеф, которые рассказывают о том, как избавились от Троя и о том, какой он мерзавец.
Ребята тем временем думали, как проникнуть в ресторан. Кларк спровоцировал Лоуренса рассказом о фотографии голой матери, и тот разбежался со всей дури и выбил дверь, открыв ребятам вход. Внутри ребята стали о чём-то спорить, в это время внутрь вошёл Брэнд, попросив девчонок подождать снаружи, но те наступили на грабли, на ручке которой висели рыбьи головы, которых последние испугались и с визгом вбежали в ресторан. Брэнд говорит ребятам идти домой, но те отказываются и пошли все вместе в коридор. Услышав рёв того самого жуткого пленника, ребята испугались и попятились назад, невольно войдя на кухню, где они стали пытаться найти потайной проход и спорили между собой. В какой-то момент, Лоуренс опрокинул колбу с водой, которая разбилась, а вода потекла куда-то вниз, и ребята находят потайной люк под дровами в камине. Тем временем Ричард запускает какой-то станок, стоявший там на кухне. Выясняется, что это станок для печати фальшивых денег. Поначалу Ричард радуется, что нашлись деньги для спасения района, но потом Брэнд объясняет, что это подделка, а Энди дополняет, что за подделку денег можно получить 25 лет. Стеф тем временем находит кусок газеты с фотографиями Фрателлей. Лоуренс упрекает всех, что он же говорил, и его никто не слушал и обиделся, и собрался пойти. Но потом тот находит холодильник, полный мороженого, и принялся его собирать, не заметив, что там был приставленный к стенке труп, который тут же выпал из холодильника и сильно напугал ребят.
В это время, Фрателли вернулись в ресторан и расхаживали по верхнему этажу и ругались между собой из-за пиццы. Ребята спешно затолкали труп обратно в холодильник вместе с Лоуренсом, которого нечаянно заперли в холодильнике вместе с трупом, и решили пойти через тайник в камине, поскольку из-за Фрателли другого выхода из ресторана не было. Они в спешке спускаются в тайник, как только в подвал спустились Фрателли, которые до этого заметили тот факт, что кто-то здесь был и хозяйничал. Как только Фрателли ушли наверх, Лоуренс вышел из холодильника, а ребята из под брёвен в камине сказали ему бежать и позвать полицию. Тот случайно нашёл окно, через которое тот успешно выбрался наружу прежде чем Фрателли вернулись в подвал за трупом, а ребята пошли по туннелю дальше.
Лоуренс, добежав через лес до ближайшей дороги, решил поймать мимо проезжающий автомобиль и рассказать о том, как вместе с ребятами встретил опасных преступников и попросил подвести. Но, к его невезению, в машине были как раз именно они. Фрателли тут же берут последнего в плен и сажают в багажник, где лежал тот самый труп, от вида которого тот начал громко вопить. Ребята тем временем зажгли найденные старинные фонари, и затем находят множество водопроводных труб, и решают все вместе по ним стучать, надеясь что их услышат и придут на помощь. Но в итоге спровоцировали множество странных явлений: поилка возле теннисной площадки начала ходить ходуном, ручки общественной душевой втянулись в стену, а в одном из туалетов, куда вошёл Трой, мощным фонтаном из унитаза подбросило до потолка. В это время, вода под большим давлением, хлынувшая из одной из труб, смыла почву на одной из стен, образовав там неожиданный проход. Ребята пошли туда дальше. Ребята внезапно находят чей-то скелет, придавленный огромным камнем, ввергнув в ужас девчонок. Ребята предположили, что это возможно тот самый пропавший Честер Копперпот и решили обыскать его, найдя его документы и подтверждение своих догадок, а также найдя в его сумке множество свечей и динамитную шашку среди них, не обратив на неё внимания. Ричард решил установить свои ловушки на случай, если кто пойдёт за ребятами. На шее у скелета висел медальон в форме черепа и те решили его забрать себе. Майки ненароком активирует одну из ловушек Билли, и с потолка начинают одним за другим падать огромные валуны. Ребята чудом спасаются в расщелине в стене, где обнаруживают путь дальше, прикрытый большим камнем, отодвинув который, те выпустили стаю летучих мышей.
Фрателли тем временем пытали Лоуренса, запугивая перемолоть его руку в блендере, и тот стал говорить про камин, а затем про свои грехи прошлого, но те не поверили ему, и продолжили пытать до тех пор, пока внезапно из камина не вылетела та самая стая летучих мышей. После чего, Фрателли решили оставить Лоуренса в комнате со своим братом (кто и был тот человек в цепях), а сами пойти через тайник в камине следом за ребятами. В это время человек смотрел по телевизору какой-то фильм про пиратов. Лоуренс решил с ним познакомиться, в то же время боясь его из-за уродливой внешности.
Ребята, пройдя дальше, обнаружили затопленную пещеру, усыпанную монетами, и те стали их собирать и изучать. Но потом они поняли, что они находятся внутри колодца, куда люди кидали монетки, чтобы загадывать желания. Кларк нашёл монетку, которую он когда-то бросал, но его желание не сбылось. В это время, сверху, в колодец бросает монетку Трой, общаясь со своими двумя друзьями, и пожелал, чтобы у него всё получилось с Энди. Ребята дают ему о себе знать, и Трой с друзьями удивляются тому, как они туда попали, и хвастаясь, что «желания сбываются». Энди собралась выходить наверх, потому что очень хочет домой, но в это время Майки уговорил всех продолжить путь, указывая на то, что они прошли дальше Честера Копперпота, и что если они выйдут, то это будет другой город и другая школа. В итоге, на ведро лишь вешают кофту, подписанную именем «Трой», от чего Трой расстроился и начал орать на всю улицу.
Тем временем, в ресторане, человек-уродец смотрит кулинарное шоу, где кондитер готовит торт и тот очень хочет шоколад. Лоуренс тут же предлагает ему шоколадный батончик из своего кармана. Он кидает батончик ему, но тот падает на пол, ударившись об голову уродца. Тот попытался взять его с пола, но не дотягивался из-за цепей, которыми он был прикован к стене. Он в ярости отрывает обе цепи от стены и поднимает желанный батончик, удивляя Лоуренса. Фрателли по пути наступают на петарды оставленные Ричардом и находят тот самый скелет Честера Копперпота, обнаружив, что его уже обчистили. Уродец представился Лоуренсу как Лодырь (англ. Sloth — ленивец), и тот угостил Лоуренса шоколадкой, а тот в ответ Лодыря, и тот на радостях поднял его и поцеловал в щёку. Дальше, Лоуренс, освободившись от верёвок, звонит по телефону шерифу и говорит тому про Фрателли и про место, где он находится. Шериф ему не особо верит, припоминая о его прошлых лживых рассказах. Затем Лодырь и Лоуренс, взяв с собой керосиновые фонари, пошли через тайник в камине следом за всеми. Лоуренс и Лодырь обнаружили ходящие ходуном водопроводные трубы, и последний решил их усмирить, но что-то пошло не так.
Ребята, обыскивая очередную комнату, нашли стенку, куда можно вставить медальон-череп как ключ. Им они активируют механизм, который запускает шар, который открывает напольный люк, куда падает Ричард. Он смог спастись с помощью игрушечных челюстей на пружинке, зацепившись за потолок, и тот обнаружил ещё один зал внизу. Остальные спустились за ним. Там они обнаружили развилку, где те разделились, чтобы сходить в туалет. Но потом они заметили, что Фрателли спешат за ними, и те побежали по туннелю дальше, пройдя через каменный проход в виде огромной головы и перейдя через бревно-мост, которое Ричард успел полить маслом, спрятанным в каблуках его кроссовок, чтобы замедлить бандитов. Ребята убежали, а Френсис первым решил перейти бревно и подскользнулся, ударившись об бревно своим пахом. За ним пошёл Джейк, который также подскользнулся и стал сидеть прямо за братом, но потом начало усиливаться течение, которое стало смывать обоих.
Ребята вошли в следующую комнату, где стоял большой костяной орган. Судя по подсказке на карте, им нужно правильно сыграть на органе мелодию, и что если будет много ошибок, то их ждёт смерть. На обратной стороне карты ребята обнаружили ноты. Играть на органе вызвалась Энди, которая учила музыку. Играя правильные ноты, постепенно опускался мостик, а при ошибках — падали вниз фрагменты пола, под которым были огромные шипы. Ребятам приходится торопиться, поскольку Фрателли уже начали выбираться на берег и подходить к ребятам ближе. Ричард стоял у входа в комнату и караулил. Как только Энди доиграла мелодию, ребята дружно побежали по опустившемуся мостику дальше.
Ребята в итоге спустились по водным горкам вниз и попали в огромную пещеру, где их взору открылся огромный парусный корабль, на борту которого висела табличка с надписью «Инферно». Ребята подплыли к кораблю и забрались на него по верёвочной лестнице и канатам, которые свисали с него. Во время прогулки, ребята обнаружили на штурвале висящий скелет, у которого в глазах торчали кинжалы. Ричард внезапно проваливается вниз через хлипкую решётку и начинает вопить от страха, увидев вокруг скелеты. Ребята спустились вниз и стали искать вокруг золото, ничего не найдя. Энди случайно активирует какой-то механизм, который открывает дверцу в потолке, а там на досках какая-то надпись. Ребята выламывают их и взбиваются наверх. Первым залезает Майки, которому открылся взор на большой стол, усыпанный многочисленными золотыми монетами, на стульях сидели скелеты с воткнутыми кинжалами и шпагами. Затем он подходит к скелету Одноглазого Вилли, представляется ему, и затем, из любопытства поднимает повязку на его глазу, увидев, что там нету глазной полости, и там ровная поверхность, поняв тем самым, за что его называли одноглазым, говоря ему, что он был первым Балбесом.
В это время в комнату поднимаются остальные ребята, держа в руках зажжённые свечи. Майки представляет остальным скелет Вилли. После небольшой паузы, ребята принялись собирать со стола всё золото и драгоценности, набивая ими свои карманы. Ричард чуть было не взял монетки с весов, но Майки его остановил, сказав, что это «для Вилли», а что остальное можно брать. В это время ребят застают врасплох Фрателли, угрожая пистолетом, те заставили ребят подняться на палубу корабля. Ричард обезоруживает бандитов, но те берут вместо потерянных пистолетов подвернувшиеся им под руку шпаги и заставляют ребят отдать все собранные сокровища. Затем, мама Фрателли ведёт связанную по рукам Энди к доске, угрожая ей шпагой, и та падает в воду. За ней в воду прыгает Брэнд и выручает девушку. Бандиты повели остальных ребят к доске, но в это время приходят Лоуренс и Лодырь, которые повторили трюки из фильма, спускаясь на парусе с помощью кинжала и пролетая на верёвках и вызволяя ребят из плена. Те в свою очередь убегают, прыгая в воду. Лодырь же отвлекает своих братьев. Энди и Брэнд тем временем заплывают в безопасное место и целуются. Мама Фрателли начала петь колыбельную Лодырю, но тот внезапно обиделся и сбросил её за борт. А потом прыгнул в воду сам в след за ребятами, а те в свою очередь поплыли к расщелине в стене пещеры, надеясь выбраться из неё.
Фрателли тем временем вошли внутрь корабля и начали обчищать стол, попутно подняв чашу тех самых весов, про которых предупреждал Майки, и активировали какой-то механизм. Но затем те в панике убежали с корабля, пытаясь захватить с собой хоть что-то. Ребята, подойдя к расщелине, решили проверить её дымом и зажгли «свечку». Но к их изумлению, пламя свечки искрится, и что это оказывается динамитная шашка. Те в панике бросили её, а сами прыгнули обратно в воду. Динамит взорвался, одновременно расширив проход и опрокинув огромный валун, который тут же перегородил его. В то же время с потолка пещеры начали падать огромные камни. Ребята не могли сдвинуть валун с места, но им помог Лодырь, который приподнял валун, позволив ребятам выйти из пещеры на пляж, а сам остался отвлекать бандитов. Механизмы на корабле подняли якорь, а другая стена пещеры разрушилась, открыв путь кораблю на выход.
По пляжу тем временем проезжала пара полицейских на квадроциклах, которая тут же заметила ребят издалека. Через некоторое время, к ребятам приезжают наряды полицейских машин и родители ребят на микроавтобусе. Сами ребята ждали в полицейском вагончике, одев куртки и шапки полицейских, чтобы согреться после плавания в холодной пещерной воде. Все ребята радостно встретились со своими семьями. В это время, к группе подходят Фрателли, включая Лодыря. Их всех, кроме Лодыря, арестовывают. Ребята дружно заступились за Лодыря, указывая, что плохие только остальные. Лоуренс говорит Лодырю, что теперь тот будет жить с ним, и что тот о нём будет заботиться. Тем временем мистер Уолш собрался уже подписывать документ, но в это время Розалита находит в мешочке Майки бриллианты и кричит всем на испанском не подписывать, высыпая содержимого мешочка в руку миссис Уолш. Отец на радостях рвёт злополучный документ на мелкие кусочки и подбрасывает их вверх. Взрослые стали расспрашивать ребят, как же они смогли найти эти сокровища, и те стали рассказывать про пиратов. Через небольшое время ко всеобщему удивлению, из-за скал выплывает корабль Одноглазого Вилли. Майки в сторону корабля поблагодарил Вилли и попрощался с ним. Корабль поплыл дальше в открытое море.

## В ролях
| Актёр              | Роль                          |
| ------------------ | ----------------------------- |
| Шон Астин          | Майки Уолш                    |
| Джош Бролин        | Брэнд Уолш                    |
| Джефф Коэн         | Лоуренс "Чанк" Коэн           |
| Кори Фельдман      | Кларк "Рот" Деверё            |
| Керри Грин         | Энди Кармайкл                 |
| Марта Плимптон     | Стеф Стейнбреннер             |
| Куан Ке Хюи        | Ричард "Дата" Ванг            |
| Джон Матушак       | Лотни "Слот" Фрателли         |
| Роберт Дави        | Джейк Фрателли                |
| Джо Пантольяно     | Фрэнсис Фрателли              |
| Энн Рэмси          | мама Фрателли                 |
| Люпе Онтиверос     | Розалита                      |
| Мэри Эллен Трейнор | Харриет Уолш                  |
| Кит Уокер          | отец братьев Уолш Ирвинг Уолш |
| Стив Энтин         | Трой Перкинс                  |
| Кёртис Хэнсон      | отец Троя Элгин Перкинс       |

## Саундтрек
1. «The Goonies 'R' Good Enough[англ.]» — Cyndi Lauper
2. «Eight Arms to Hold You[англ.]» — Goon Squad
3. «Love Is Alive» — Philip Bailey
4. «I Got Nothing» — The Bangles
5. «14K» — Teena Marie
6. «Wherever You’re Goin' (It’s Alright)» — REO Speedwagon
7. «She’s So Good to Me» — Luther Vandross
8. «What a Thrill» — Cyndi Lauper
9. «Save the Night» — Joseph Williams
10. «Theme From the Goonies» — Dave Grusin

Американская поп-певица Синди Лопер, записавшая для фильма песню «The Goonies 'R' Good Enough», исполнила в фильме эпизодическую роль певицы в телевизоре.
Компания Konami в 1986 году выпустила видеоигру по мотивам фильма.